# Michal Slávik
Michal Slávik (27. září 1880 Myjava – 27. prosince 1964 Bratislava) byl slovenský a československý politik a meziválečný poslanec Národního shromáždění za Republikánskou stranu zemědělského a malorolnického lidu (agrárníky).

## Biografie
V roce 1922 působil jako župan Zemplínské župy. Toho roku zaslal kanceláři prezidenta Masaryka přípis, ve kterém si stěžuje na jazykovou praxi některých českých úředníků působících v regionu, kteří opomíjejí slovenštinu.
V parlamentních volbách v roce 1925 získal za agrární stranu mandát v Národním shromáždění. Podle údajů k roku 1926 byl profesí advokátem v Michalovcích. Působil též jako publicista a překladatel. Byl členem Evangelické církve augsburského vyznání.